# Leïla Ben Ali

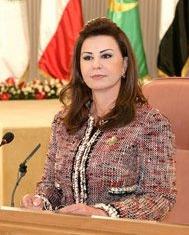
Leïla Ben Ali

Leïla Ben Ali (em árabe: ليلى بن علي, née Trabelssi; nascida em 24 de outubro de 1956) é a viúva de Zine El Abidine Ben Ali, o antigo presidente da República da Tunísia. Ela era a presidente da Organização das Mulheres Árabes (AWO) e presidente da Associação Basma, uma organização de caridade que trabalhava para garantir empregos para deficientes. Em julho de 2010, a Sra. Ben Ali fundou a SAIDA, para melhorar o atendimento para pacientes com câncer na Tunísia. Durante a Revolução na Tunísia em 2010-2011, ela fugiu juntamente com o marido e os seus três filhos para o exílio na Arábia Saudita. Durante seu tempo como esposa do presidente, acredita-se que teria enriquecido a si e sua família através da corrupção bruta e desvio de dinheiro público para financiar um estilo de vida luxuoso, fatores que contribuíram para os protestos contra o regime de Ben Ali no final de 2010. Ela é atualmente procurada pela Interpol a pedido do poder judiciário da Tunísia por alta traição e lavagem de dinheiro.